# Тоађер
Тоађер (рум. Toager) насеље је у Румунији у округу Тимиш у општини Ђир. Oпштина се налази на надморској висини од 74 m.

## Прошлост
По "Румунској енциклопедији" место је основано 1760. године. На земљишту загребачког Каптола колонизовани су румунски сељаци из Муреша. Године 1779. подигнута је православна црква. Између 1880-1890. године колонизовани су ту и Мађари.
"Тоћир" је 1764. године био православна парохија у Чаковачком протопрезвирату. Аустријски царски ревизор Ерлер је 1774. године констатовао да место "Тодиер" припада Чаковачком округу и дистрикту а да је становништво претежно влашко. Када је 1797. године пописан православни клир у месту "Тођир" су служила два свештеника. Мада су оба пароха имали српска имена и презимена, поп Јован Мишић (рукоп. 1795) се служио српским и румунским језиком, а колега поп Јован Поповић (1796) знао је само румунски језик.

## Становништво
Према подацима из 2021. године у насељу је живело 368 становника.

### Попис2002.
| Расподела становништва по националности 2002.‍ | Расподела становништва по националности 2002.‍ | Расподела становништва по националности 2002.‍ | Расподела становништва по националности 2002.‍ | Расподела становништва по националности 2002.‍ |
| --------------------------------------------- | --------------------------------------------- | --------------------------------------------- | --------------------------------------------- | --------------------------------------------- |
|                                               |                                               |                                               |                                               |                                               |
| Румуни                                        | Румуни                                        |                                               | 346                                           | 90,1%                                         |
| Мађари                                        | Мађари                                        |                                               | 7                                             | 1,8%                                          |
| Роми                                          | Роми                                          |                                               | 24                                            | 6,3%                                          |
| Немци                                         | Немци                                         |                                               | 7                                             | 1,8%                                          |